# Gerechtelijke politie
De politiefunctie in België omvat taken van bestuurlijke politie en van gerechtelijke politie.
De gerechtelijke politie beoogt de opheldering van misdrijven en de bestraffing van daders door middel van een gerechtelijke procedure. De opheldering, met name het opsporen en aanhouden van de dader, vormt de kern van de gerechtelijke politie.
Hun tussenkomsten zijn in essentie van reactieve en beteugelende aard. Maar ook proactieve recherche behoort tot het takenpakket.